# ヤーコフ・ロストフツェフ
ヤーコフ・イワノヴィッチ・ロストフツェフ（ロシア語: Я́ков Ива́нович Росто́вцев, ラテン文字転写: Yakov Ivanovich Rostovtsev, 1804年1月9日（ユリウス暦12月28日 – 1860年2月18日（ユリウス暦2月6日））は、帝政ロシアの軍人、政治家。ロシア皇帝アレクサンドル2世の大改革の下行われた、農奴解放令制定過程における中心人物のひとり。

## 軍人時代
ロシア帝国の首都ペテルブルクに生まれる。当初、職業軍人の道を進み将校となるが、体制に不満を抱き青年将校の秘密結社（デカブリスト）に所属する。1825年デカブリストの乱が起こるが、ロストフツェフは同志を裏切り、新帝ニコライ1世にデカブリストたちの名前を明らかにして罪を免れた。
デカブリストの乱後も軍に在籍し、主に教育畑を歩き陸軍大将（中将か？）となる。

## 農奴解放案
1857年1月3日アレクサンドル2世は、農奴解放を目的とする「領主農民の生活状態の調整方策を審議するための」秘密委員会（以下、秘密委員会）を設置し自ら議長となった。皇帝の信任厚かったロストフツェフは秘密委員会の委員に任命され、改革案を作成した。ロストフツェフの改革案は土地無しの（土地を付与しない形でのという意味）農奴解放に反対していたものの、具体的に実現可能な解放案を提示はせず、1856年12月にアレクサンドル2世に提出されていたポルタヴァ県（グベルニヤ）の貴族ポーゼンが提出した農奴解放計画案を支持し、三段階による農奴解放を提唱した。このロストフツェフの解放案は、本質的に農奴解放をできるだけ引き延ばそうとするものと解釈されている。ロストフツェフ案と同調する見解は先帝ニコライ1世時代の農奴解放秘密委員会のメンバーであったパーヴェル・キセリョフによって出された他、ロストフツェフの他、秘密委員会のガガーリン、コルフ両名もそれぞれ解放案を提出したが、両案ともその内容は消極的なものであった。8月に秘密委員会で計画案がまとめられたものの、内容はロストフツェフ案によったものでニコライ1世時代の秘密委員会決議と内容において大差はなかった。
秘密委員会が消極的な農奴解放計画案をまとめた後も、内務省は、ヴィリノ県知事ウラジーミル・ナジーモフに改革案の建議を委託した他、省内で独自に積極的な農奴解放計画案「農民の生活状態調整のための一般原則」を作成し、ロシア政府による農奴解放審議を大きく前進させることに寄与した。秘密委員会は内務省案をナジーモフを加え審議の上、12月20日アレクサンドル2世は、ナジーモフ宛勅書を発布し、内相セルゲイ・ランスコイの補足文書を加え、農奴制廃止について、各県に設置した貴族委員会による審議を経て、ロシア全土で一斉に農奴解放を実施するという基本方針を確定した。
1858年1月秘密委員会は総委員会（グラーヴヌィイ・コミテート）と改称され、本格的な解放審議を開始した。ロストフツェフは引き続き総委員会委員に任命され、同年8月農民問題研究の目的でプロイセンに派遣された。ロストフツェフは、プロイセンから皇帝に対して報告し、その中で農奴解放実施に関する原則を提出している。アレクサンドル2世はこのロストフツェフの報告を参考にして12月「指導原則」をまとめさせ「土地付き解放」へと転換を図った。
1859年3月総委員会内に各県貴族委員会から提出された解放案の審議を目的に法典編纂委員会が設置され、ロストフツェフは議長に任命された。同委員会には、内務次官ニコライ・ミリューチンを始め、セミョーノフ、チェルカッスキー、ユーリー・サマーリンなどの解放推進派が多く任命された。しかしロストフツェフは、法典編纂委員会が審議を開始して間もない1860年2月18日に急死した。
ロストフツェフの死後、法典編纂委員会は解放令原案を作成し、総委員会の審議を経て、1861年国家評議会で審議される。反対は多数を占めたが、総委員会議長のコンスタンチン・ニコラエヴィチ大公とアレクサンドル2世によって農奴解放令が発布された。

## 参考
- Panlog article